# 보타니 항

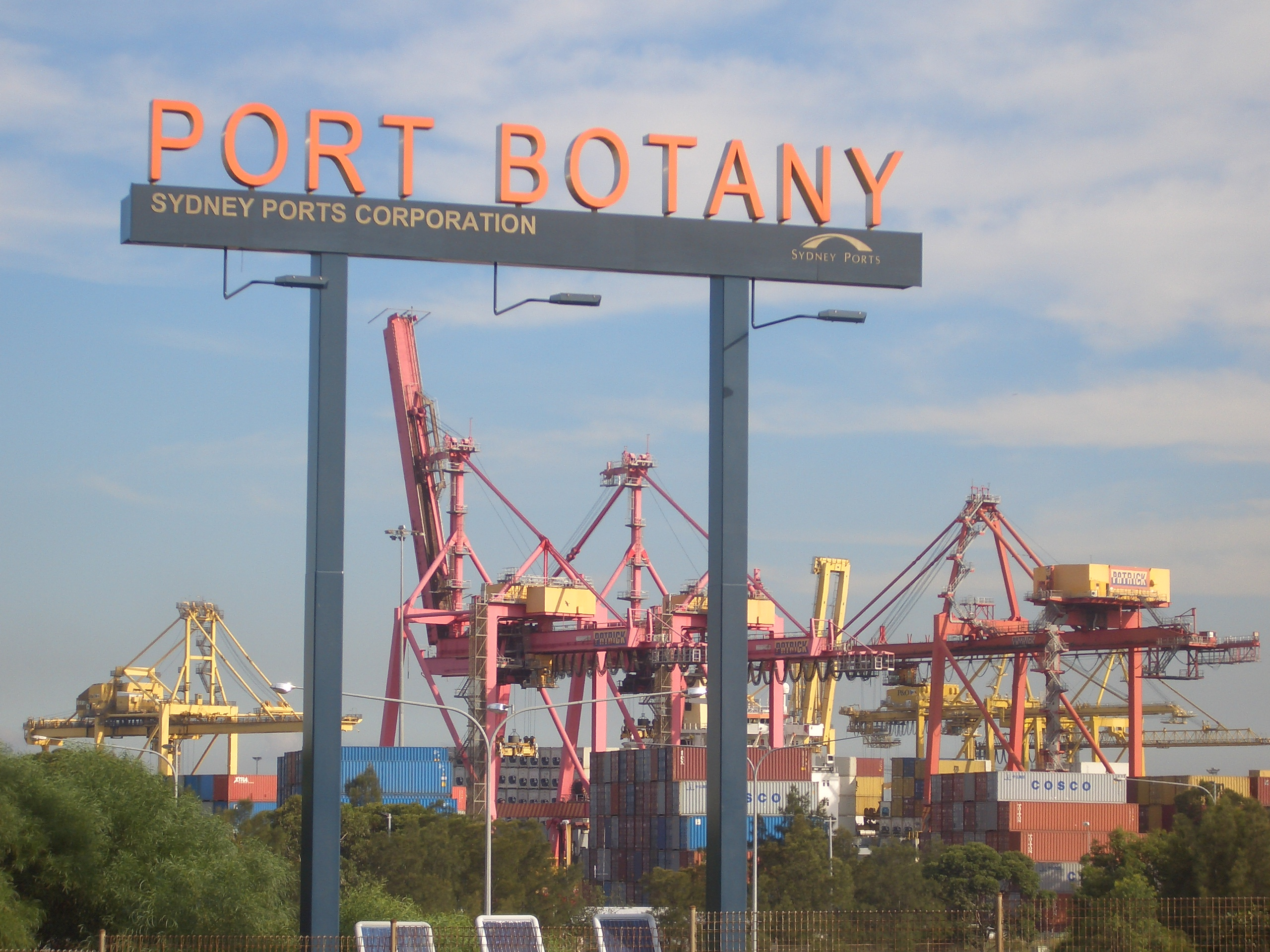
보타니 항

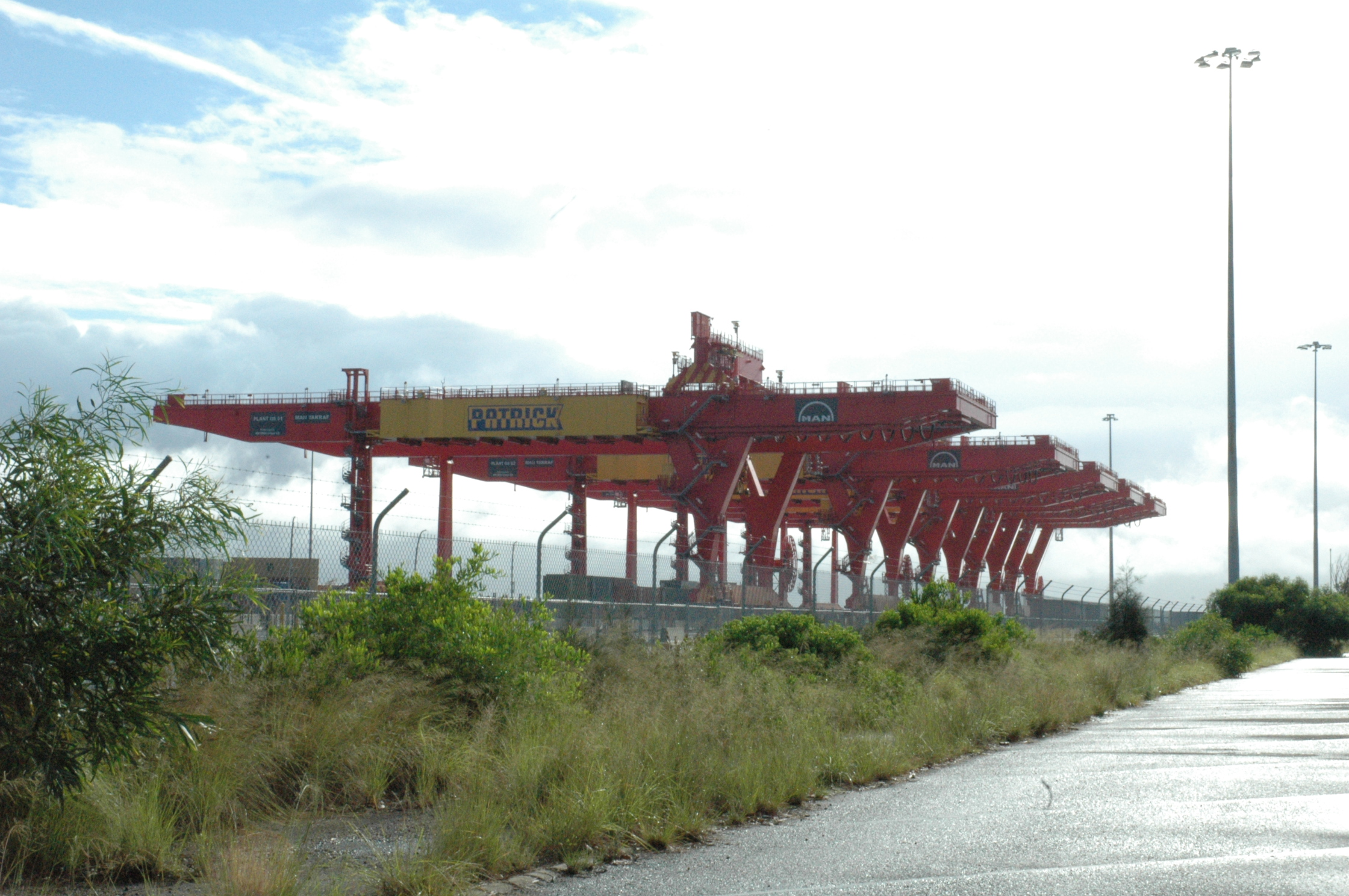
보타니 항

보타니 항(Port Botany)은 오스트레일리아 시드니 보타니 만에 있는 항구다. 오스트레일리아에서 가장 큰 컨테이너항들 중 하나로 1950년대 말부터 시작된 해상운송의 컨테이너화와 더불어 1971년부터 공사가 이뤄졌고 1979년 4월 개항했다. 2013년 5월부터 뉴사우스웨일스주와 99년 임대를 한 NSW Ports가 관리한다.